# Maxime Dryon
Maxime Dryon (Le Rœulx, 10 augustus 1843 - Charleroi, 5 maart 1921) was een Belgisch senator.

## Levensloop
Dryon was beroepshalve industrieel. Hij werd in 1885 verkozen tot gemeenteraadslid van Charleroi en bleef die functie uitoefenen tot in 1910.
Aanvankelijk behoorde Dryon tot de Liberale Partij, waar hij tot de progressieve strekking behoorde die algemeen stemrecht nastreefde. Nadat de Liberale Federatie van het arrondissement Charleroi zich tegen deze vorm van stemrecht had gekant, was Dryon samen met onder andere Léopold Fagnart, Jules Bufquin des Essarts en Jules Destrée in mei 1893 een van de oprichters van de Fédération Démocratique de Charleroi, die progressieve liberalen en socialisten verenigde. Op deze manier verzeilde hij uiteindelijk bij de socialisten, al bleef hij op economisch gebied zijn liberale overtuigingen trouw.
Bij de verkiezingen van 1912 stond hij als opvolger op de socialistisch-liberale kartellijst voor de Senaat in het arrondissement Charleroi-Thuin. Na afloop van de Eerste Wereldoorlog kwam hij in november 1918 in de Senaat, als opvolger van de in 1915 overleden liberaal Edmond Piret-Goblet. In 1919 werd Dryon vanop een socialistische lijst herkozen als senator en hij bleef zetelen tot aan zijn overlijden.
Tijdens de oorlog werd hij gearresteerd door de Duitse bezetter en enkele dagen opgesloten, wat zijn gezondheid ondermijnde. Dryon overleed in maart 1921 op 77-jarige leeftijd.